# Ципрас, Алексис
Але́ксис Ци́прас (греч. Αλέξης Τσίπρας; род. 28 июля 1974, Афины) — греческий государственный и политический деятель, председатель партии «Синаспизмос» и бывший лидер коалиции радикальных левых (СИРИЗА). С 26 января по 20 августа 2015 года и с 21 сентября 2015 по 8 июля 2019 года — премьер-министр Греции, с 20 августа по 27 августа 2015 года — исполняющий обязанности.

## Биография

### Ранние годы
Окончил среднюю школу в столичном районе Амбелокипи. Образование по специальности инженер-строитель получил в Афинском национальном техническом университете (Политехнионе), который закончил в 2000 году. Обучался в аспирантуре по теме городского и регионального планирования (градостроительство и землепользование), работал инженером в строительной отрасли. Автор ряда статей и проектов по благоустройству Афин.
Уже в школе включился в общественную жизнь, вступив в конце 1980-х в молодёжную структуру Коммунистической партии — Коммунистическую молодёжь Греции (KNE), пик активности в которой приходился на 1990—1991 годы. Принимал активное участие в выступлениях учащихся против резонансного закона, предложенного министром образования Василисом Кондояннопулосом. Тогда Ципрас был впервые приглашён на телевидение как представитель протестующих школьников и студентов.

### Политическая карьера
В студенческие годы становится известным активистом студенческого движения, членом студенческого профсоюза и университетского сената Политехниона. В 1995—1997 годах избирается в Центральный комитет Национального студенческого союза Греции.
После выхода КПГ из «Синаспизмос» (СИН) Ципрас остался в этом левом коалиционном движении, преобразованном в единую партию. В мае 1999 года он был избран политическим секретарём «Молодёжи Синаспизмос» («Неолайя СИН») и продолжал занимать эту должность до ноября 2003 года. Хотя Ципрас принадлежал к радикальному левому крылу «Синаспизмос», на своём посту он чаще выступал проводником линии руководства партии в молодёжной организации. Как секретарь «Молодёжи Синаспизмос» принимал активное участие в процессе подготовки Греческого социального форума и международных протестов против неолиберальной глобализации.
На IV съезде «Синаспизмос» в декабре 2004 года Ципрас был избран членом Центрального комитета, а затем секретарем партии по вопросам образования и молодёжи.
На местных выборах 2006 года был выдвинут в мэры столицы списком СИРИЗА «Открытый город» (Ανοιχτή Πόλη (Анихти́ По́ли)) и занял третье место после кандидатов от ПАСОК и НД, набрав 10,51 % голосов афинян. Он не пошёл на парламентские выборы 2007 года, оставшись в муниципалитете Афин.

После того, как 27 ноября 2007 года предыдущий председатель «Синаспизмос» Алекос Алаванос объявил, что не будет выдвигаться на очередной срок, Алексис Ципрас был избран председателем партии на его место на V съезде «Синаспизмос» 10 февраля 2008 года. Он набрал 840 голосов (70,41 %) присутствовавших на съезде делегатов партии, победив представителя социал-демократического крыла Фотиса Кувелиса с 342 голосами (28,67 %).

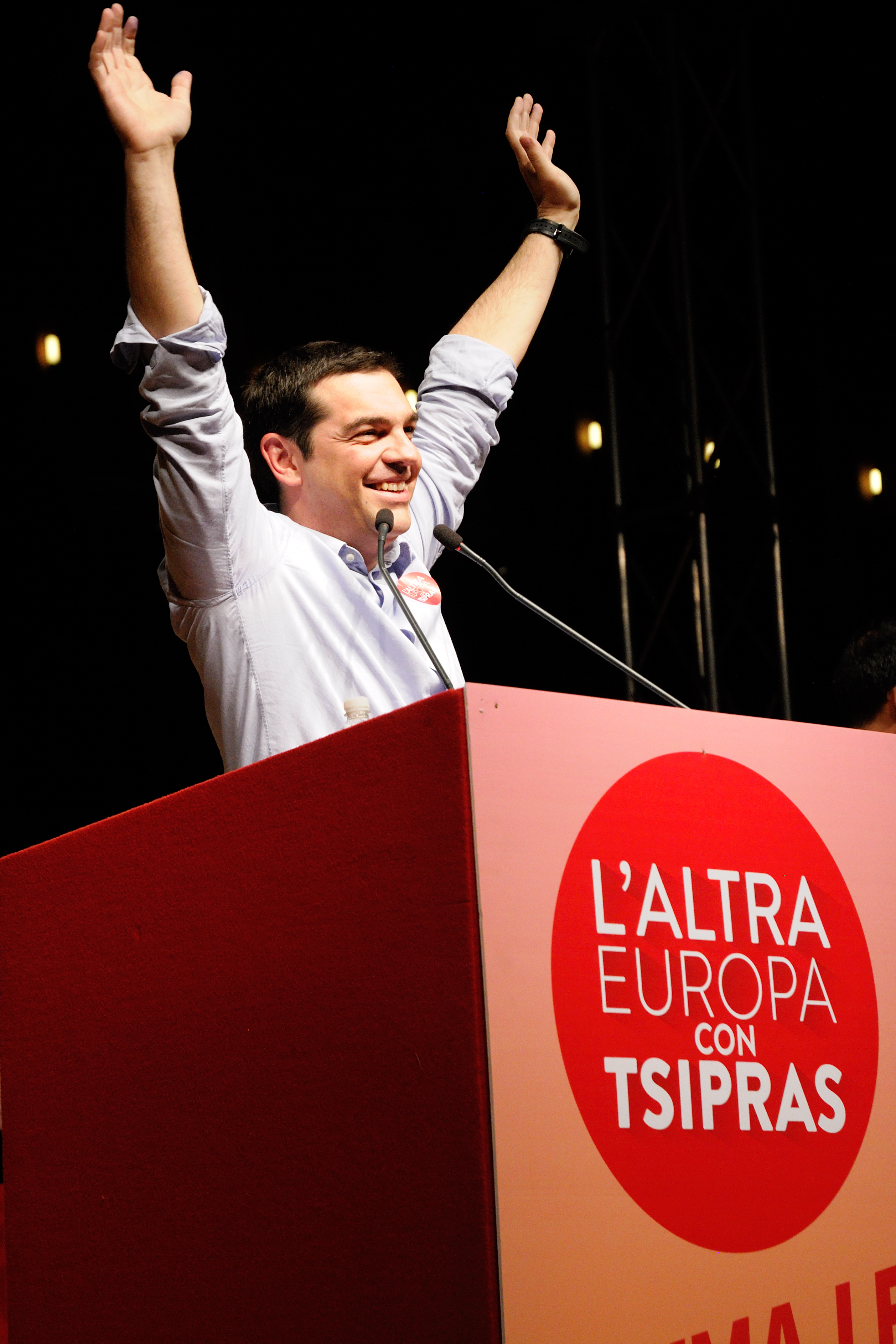
В Болонье перед представителями левого избирательного списка «Другая Европа с Ципрасом», 2014 год

Таким образом, 33-летний Ципрас стал самым молодым лидером парламентской партии Греции за всю её историю. 6 июня 2010 года Алексис Ципрас переизбран председателем партии, набрав в свою поддержку 785 голосов из 1038 проголосовавших делегатов.
Ципрас прошёл в парламент Греции на выборах 2009 года от избирательного округа Афины А' и был единогласно избран главой парламентской фракции партии.
СИРИЗА под руководством Ципраса пришла к сенсационному успеху, набрав на двух парламентских выборах 2012 года соответственно 16,79 % и 26,89 %, потеснив ПАСОК с КПГ и став главной оппозиционной силой, а Ципрас — официальным лидером оппозиции.
В декабре 2013 года он стал первым кандидатом, предложенным на должность председателя Еврокомиссии Партией европейских левых (фракция Европейские объединённые левые/Лево-зелёные Севера) на выборах в Европейский парламент (2014). Основой кампании Ципраса, которую он проводил не только в Греции, но и в других странах Европы (Германия, Франция, Италия, Словения и т. д.), была резкая критика неолиберального курса ЕС с его «мерами жёсткой экономии» и внимание к проблемам безработных, социально незащищённых и пострадавших от кризиса.
Во время теледебатов 15 мая 2014 года между кандидатами на пост президента Еврокомиссии он получил больше всего твитов из всех пяти кандидатов.

### Премьер-министр
После победы на досрочных парламентских выборах 25 января 2015 года партии «СИРИЗА» её лидеру Алексису Ципрасу удалось сформировать новое коалиционное правительство, объединившись с правоцентристской партией «Независимые греки» (АНЭЛ). В результате сам Алексис Ципрас 26 января 2015 года стал новым премьер-министром Греции.

### Отставка
20 августа 2015 года Европейский фонд финансовой стабильности принял решение о выделении Греции 13 млрд € (14,6 млрд $) в качестве первого транша из общего пакета в 86 млрд € средств, предназначенных для преодоления долгового кризиса.
Условия предоставления помощи привели к расколу правящей коалиции СИРИЗА: более 30 членов её левой фракции, требующей выхода Греции из еврозоны, проголосовали против принятия условий кредиторов. В результате СИРИЗА потеряла большинство в парламенте. В тот же день Ципрас подал в отставку, призвав к проведению внеочередных выборов. В течение недели он исполнял обязанности главы правительства, а 27 августа его на этом посту сменила (впервые в истории Греции женщина) Василики Тану-Христофилу.
Согласно соцопросам, проведенным в середине августа 2015 года, ему доверяют около 60 % избирателей — с отрывом на 10 % от ближайшего конкурента. Как комментирует эксперт Элиас Николакопулос: «греки считают его борцом, загнанным в угол и применяющим все честные и нечестные приемы».

### Премьер через месяц
На внеочередных парламентских выборах в Греции 20 сентября 2015 года партия СИРИЗА вновь выиграла выборы и на следующий день Ципрас был повторно приведён к присяге.

## Семья
Алексис Ципрас женат на Перистере Базиане (гражданский брак), инженере электронной и компьютерной техники, с которой они познакомились в 1987 году в старшей школе Амбелокипи и вместе вступили в организацию «Коммунистическая молодёжь Греции». У них двое сыновей, младшего из которых зовут Эрнесто — в честь Че Гевары. Ципрас — заядлый футбольный болельщик, поддерживающий ФК «Панатинаикос».

## Критика
- Март 2012. Во время парламентской избирательной кампании генсек ЦК КПГ Алека Папарига выступила с критикой предложения Ципраса о создании «левого правительства»[10].
- 20 августа 2015. Лидер Левой платформы СИРИЗА (создавшей новую партию «Народное единство») Панайотис Лафазанис в связи с дискуссией о принятии условий кредиторов Греции назвал Ципраса предателем партии[5].
- 12 июня 2018. Было заключено Преспанское соглашение с Республикой Македония, по которому страна могла официально называться Северной Македонией. 20 января 2019 года на Площади Конституции собралось на митинге около миллиона человек, скандирующих: «Македония это Греция» («Η Μακεδονία είναι ελληνικη»).

## Галерея

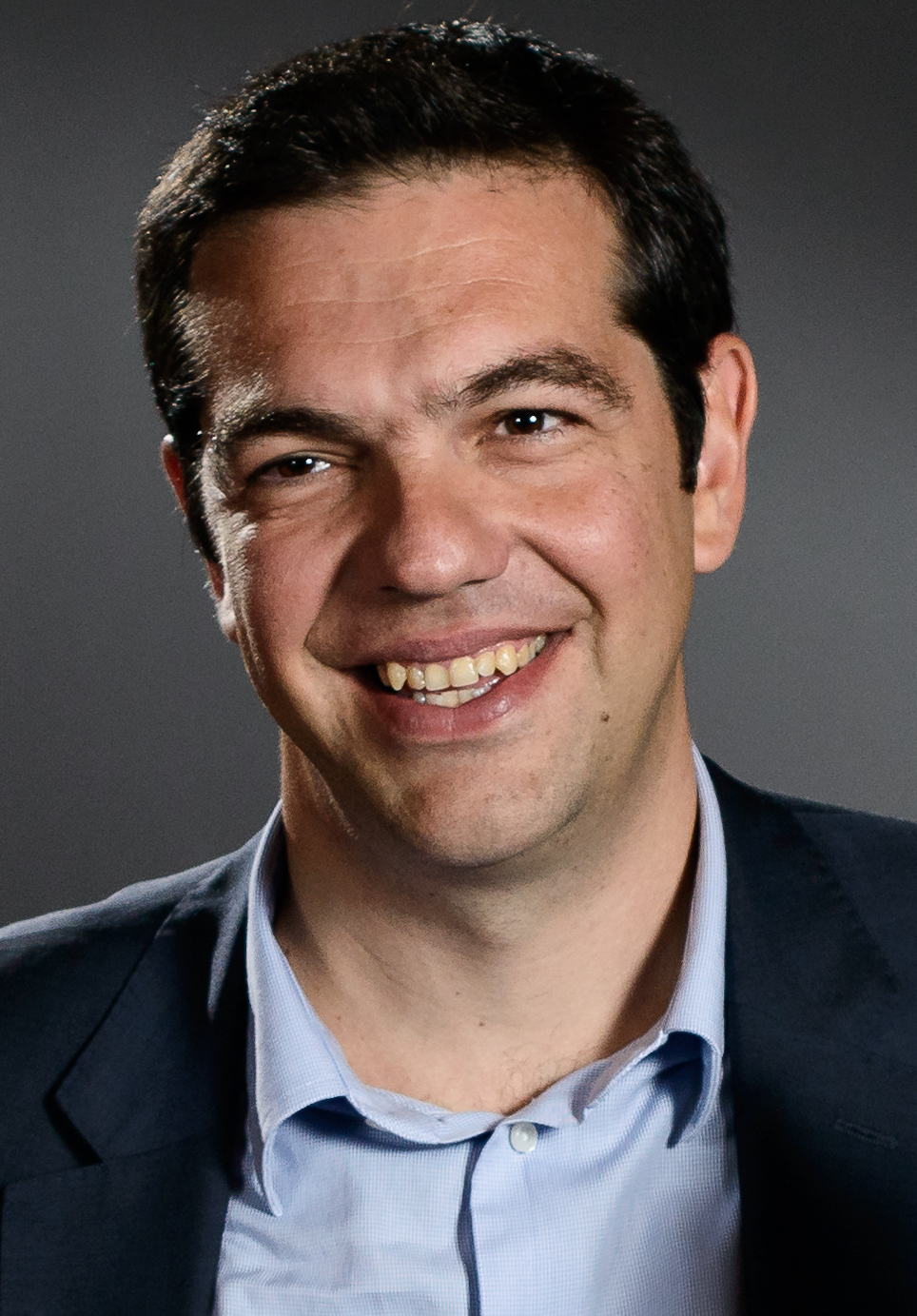
В 2013 году на Подрывном фестивале[англ.] в Загребе.
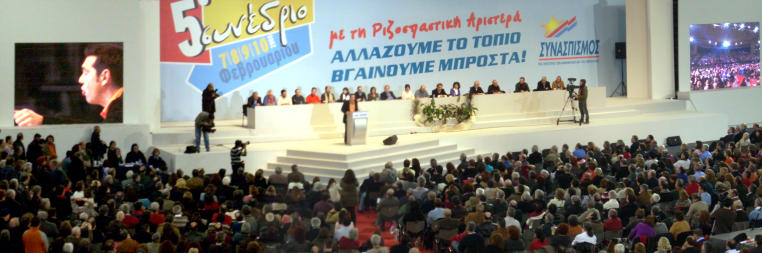
Алексис Ципрас выступает в качестве кандидата в президенты на 5-м съезде «Синаспизмоса».
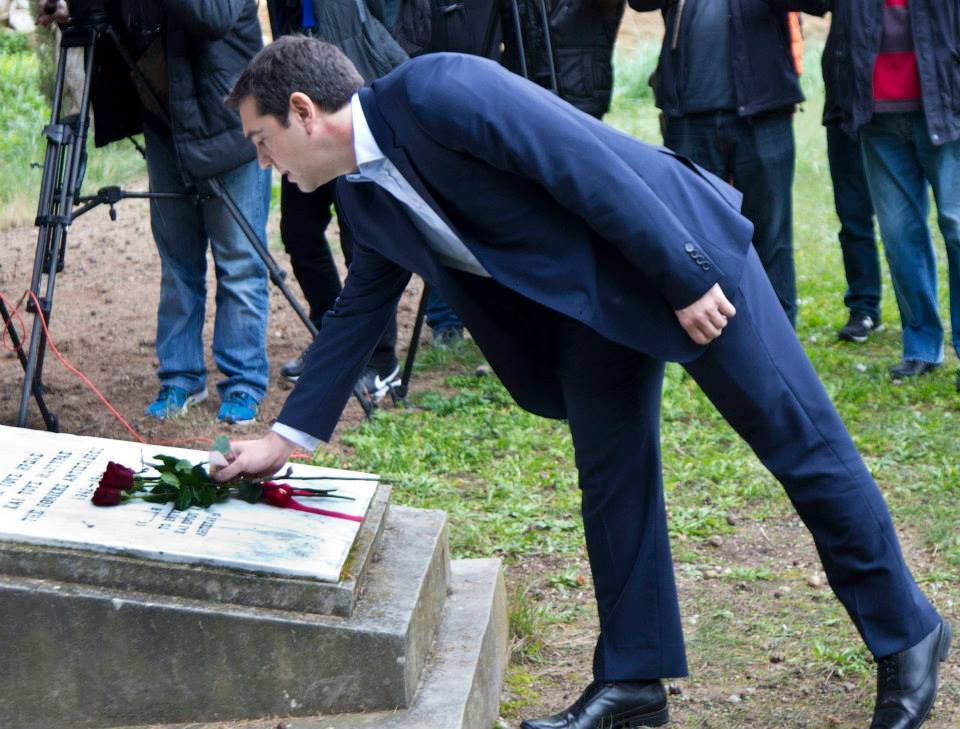
Алексис Ципрас возлагает красные розы на Мемориал Кайсариани.
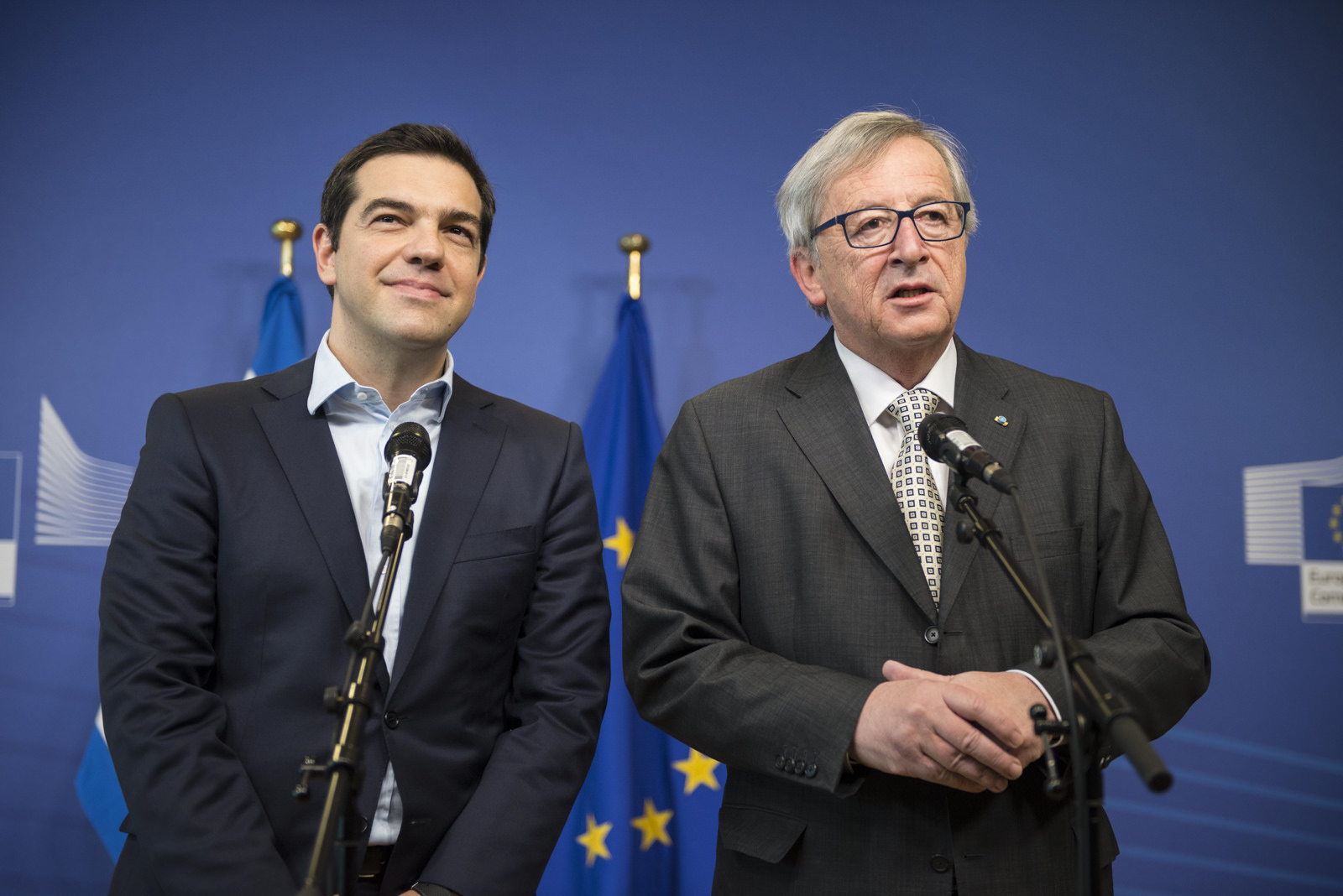
Ципрас и президент Европейской комиссии Жан-Клод Юнкер, 13 марта 2015 года
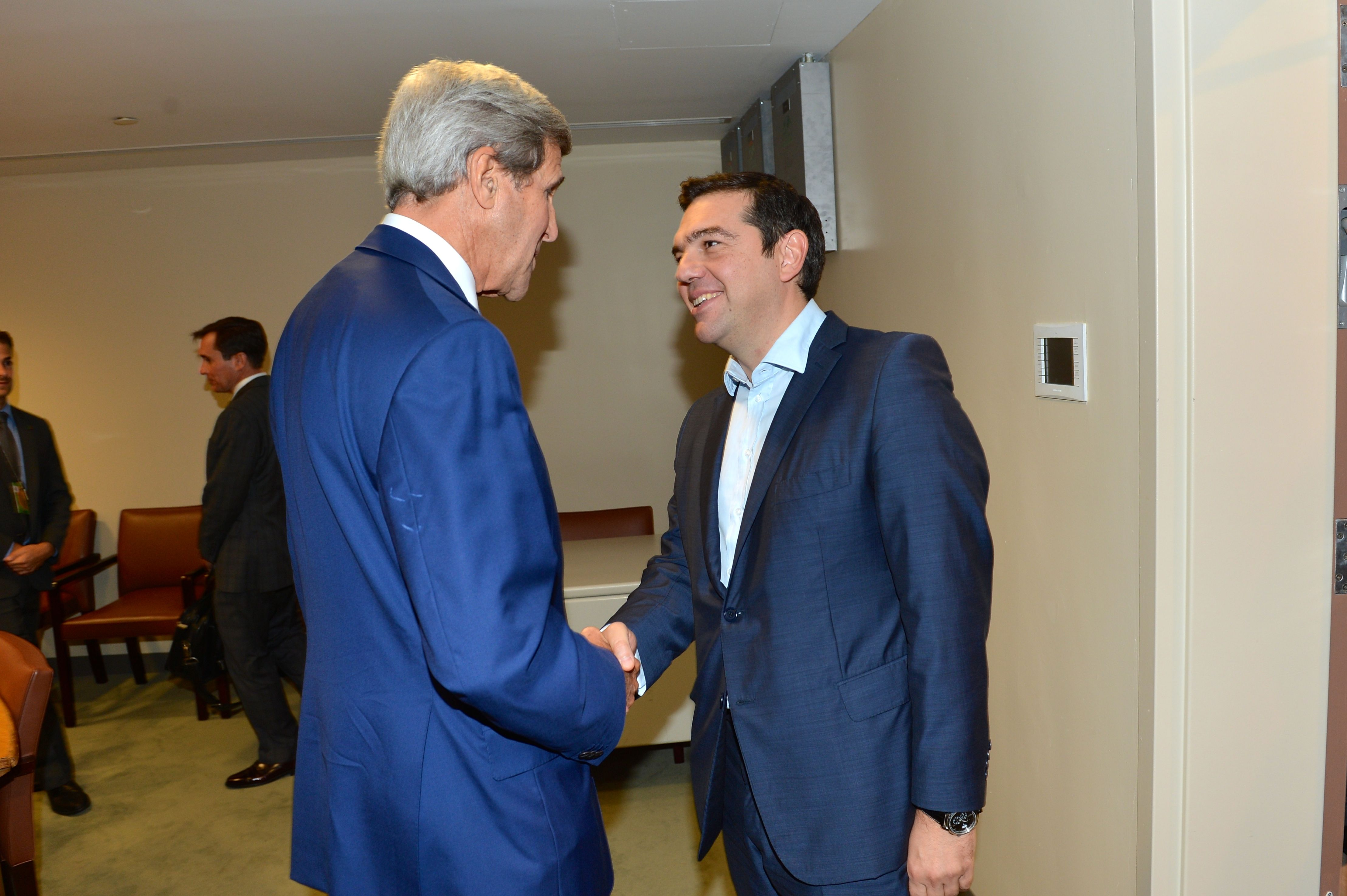
Ципрас и государственный секретарь США Джон Керри, 30 сентября 2015 года
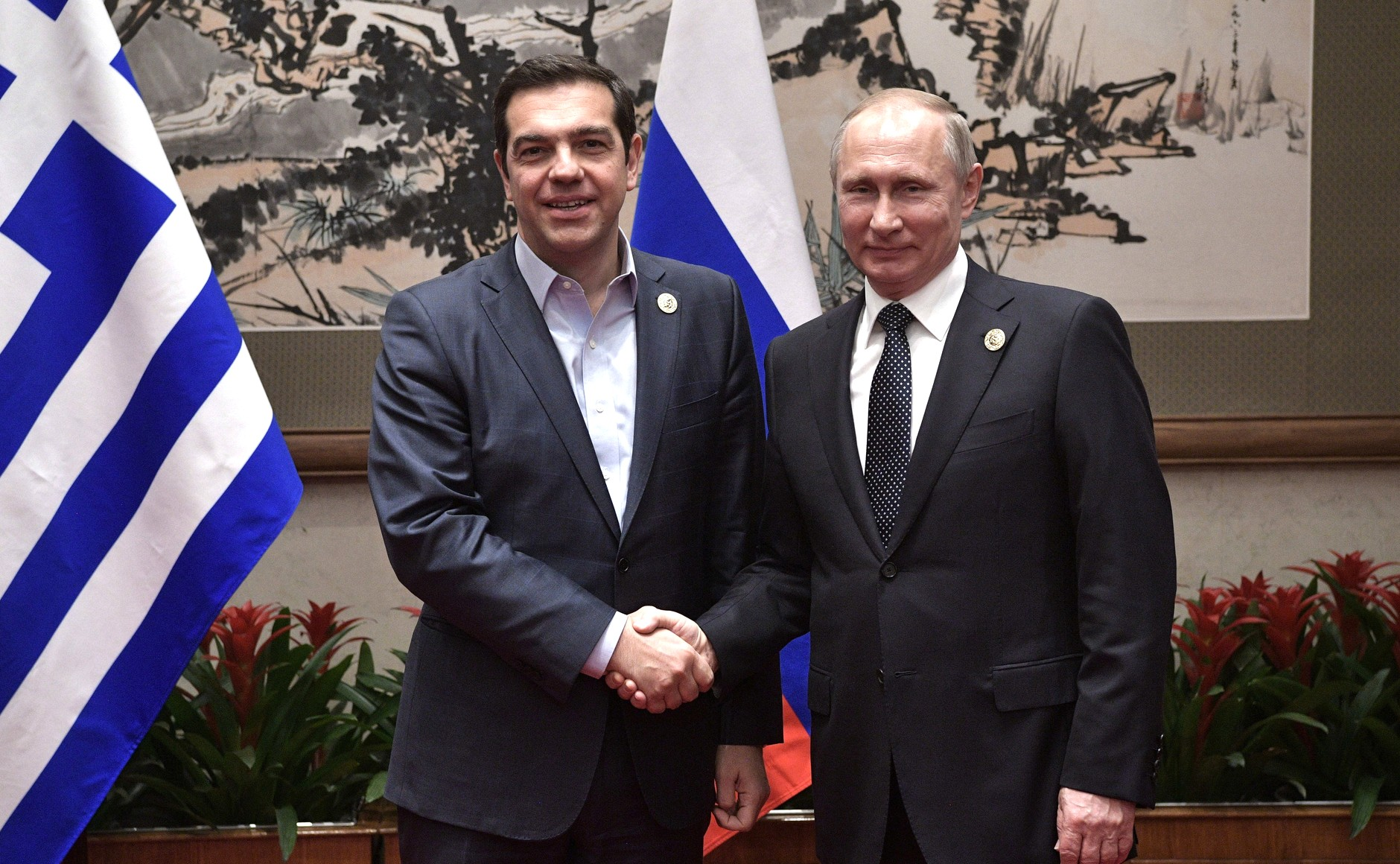
Ципрас и президент России Владимир Путин, 15 мая 2017 года
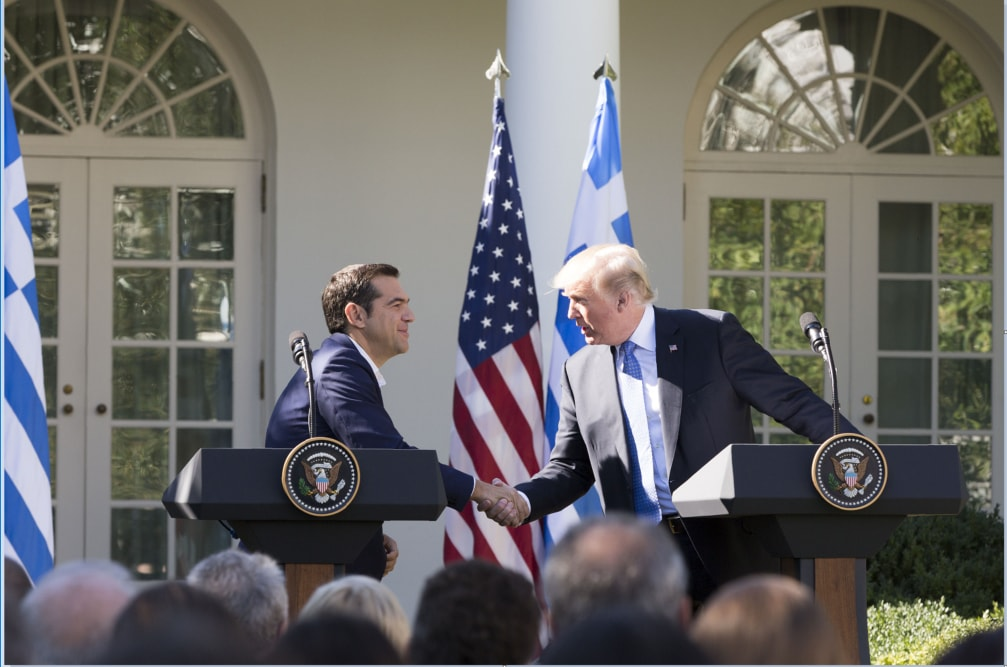
Ципрас и президент США Дональд Трамп, 18 октября 2017 года